# Seznam českých novin
Seznam českých novin zahrnuje noviny vycházející v Česku. V tabulce jsou uvedeny nejprve celostátní, potom regionální noviny (deníky a týdeníky). Noviny, které zanikly nebo už nevycházejí v tištěné podobě, jsou uvedené v seznamu českých zaniklých periodik.
| název                                                              | vydavatel                        | rok založení | periodicita   | webové stránky | poznámky                       |
| ------------------------------------------------------------------ | -------------------------------- | ------------ | ------------- | -------------- | ------------------------------ |
| Aha!                                                               | Czech News Center                | 2004         | deník         |                |                                |
| Blesk                                                              | Czech News Center                | 1992         | deník         |                |                                |
| Deník N                                                            | N Media                          | 2018         | deník         |                |                                |
| Hospodářské noviny                                                 | Economia                         | 1990         | deník         |                |                                |
| MF DNES                                                            | MAFRA                            | 1990         | deník         |                |                                |
| Naše pravda                                                        | Futura (KSČM)                    | 2022         | týdeník       |                |                                |
| Právo                                                              | Borgis                           | 1990         | deník         |                |                                |
| Sport                                                              | Czech News Center                | 1953         | deník         |                | dříve Československý sport     |
| Blanenský, vyškovský deník                                         | Vltava Labe Media                | 2023         | deník         |                |                                |
| Boleslavský, mělnický, nymburský, kolínský, kutnohorský deník      | Vltava Labe Media                | 2024         | deník         |                |                                |
| Brněnský deník                                                     | Vltava Labe Media                | 1885         | deník         |                |                                |
| Břeclavský, hodonínský, znojemský deník                            | Vltava Labe Media                | 2023         | deník         |                |                                |
| Českobudějovický deník                                             | Vltava Labe Media                | 2006         | deník         |                |                                |
| Děčínský, litoměřický, teplický deník                              | Vltava Labe Media                | 2023         | deník         |                |                                |
| Głos                                                               | Kongres Poláků v České republice | 1945         | dvakrát týdně |                |                                |
| Hradecký deník                                                     | Vltava Labe Media                | 2006         | deník         |                |                                |
| Chomutovský, mostecký, žatecký, lounský deník                      | Vltava Labe Media                | 2023         | deník         |                |                                |
| Chrudimský, svitavský, orlický deník                               | Vltava Labe Media                | 2023         | deník         |                |                                |
| Jičínský, krkonošský, náchodský, rychnovský deník                  | Vltava Labe Media                | 2023         | deník         |                |                                |
| Jihlavské listy                                                    | Parola, spol. s r.o.             | 1993         | dvakrát týdně |                |                                |
| Jihlavský, pelhřimovský, havlíčkobrodský, třebíčský, žďárský deník | Vltava Labe Media                | 2023         | deník         |                |                                |
| Jindřichohradecký, táborský, písecký deník                         | Vltava Labe Media                | 2023         | deník         |                |                                |
| Karlovarský, chebský, sokolovský deník                             | Vltava Labe Media                | 2023         | deník         |                |                                |
| Karvinský, havířovský, frýdecko-místecký, třinecký deník           | Vltava Labe Media                | 2023         | deník         |                |                                |
| Katolický týdeník                                                  | KatMedia                         | 1990         | týdeník       |                | vychází s církevním schválením |
| Kladenský, berounský, rakovnický, příbramský, benešovský deník     | Vltava Labe Media                | 2024         | deník         |                |                                |
| Klatovský, domažlický, tachovský deník                             | Vltava Labe Media                | 2023         | deník         |                |                                |
| Liberecký, jablonecký, českolipský deník                           | Vltava Labe Media                | 2023         | deník         |                |                                |
| Metro                                                              | MAFRA                            | 1997         | deník         |                |                                |
| Moravskoslezský deník                                              | Vltava Labe Media                | 2002         | deník         |                |                                |
| Nedělní Aha!                                                       | Czech News Center                | 2010         | nedělník      |                |                                |
| Nedělní Blesk                                                      | Czech News Center                | 1997         | nedělník      |                |                                |
| Olomoucký deník                                                    | Vltava Labe Media                | 2006         | deník         |                |                                |
| Opavský, hlučínský, bruntálský, krnovský, novojičínský deník       | Vltava Labe Media                | 2023         | deník         |                |                                |
| Pardubický deník                                                   | Vltava Labe Media                | 2006         | deník         |                |                                |
| Plzeňský, rokycanský deník                                         | Vltava Labe Media                | 2023         | deník         |                |                                |
| Prachatický, strakonický, českokrumlovský deník                    | Vltava Labe Media                | 2023         | deník         |                |                                |
| Pražský deník                                                      | Vltava Labe Media                | 2006         | deník         |                |                                |
| Přerovský, hranický, prostějovský, šumperský, jesenický deník      | Vltava Labe Media                | 2023         | deník         |                |                                |
| Ústecký deník                                                      | Vltava Labe Media                | 1993         | deník         |                |                                |
| Zlínský, slovácký, valašský, kroměřížský deník                     | Vltava Labe Media                | 2023         | deník         |                |                                |